# Kościół Wniebowzięcia Najświętszej Maryi Panny w Polanowie
Kościół Wniebowzięcia Najświętszej Maryi Panny – rzymskokatolicki kościół pomocniczy należący do dekanatu Polanów w diecezji koszalińsko-kołobrzeskiej, metropolii szczecińsko-kamieńskiej, zlokalizowany w Polanowie, 

## Historia kościoła
Pierwsza wzmianka o kościele WNMP w Polanowie pochodzi z 1613 roku. W 1736 roku, w czasie pożaru, kościół ten spłonął wraz z kilkudziesięcioma zabudowaniami. Odbudowa świątyni trwała 5 lat i w 1741 roku ponownie zaczął służyć ewangelikom w Polanowie. Kościół odbudowany został w stylu gotyckim z zegarem na wieży, wyposażony w nowe organy i ambonę. W 1858 roku oraz w 1881 roku był przebudowywany i odnawiany, toteż w jego stylu architektonicznym widać obecnie elementy neogotyckie. W czasie II wojny światowej świątynia została zniszczona. W 1946 roku (kościół był nieczynny i bardzo zniszczony wskutek działań wojennych), ksiądz Hruza skierował do Zarządu Miejskiego w Polanowie prośbę o przyznanie kościoła poewangelickiego. Dnia 15 sierpnia 1946 roku nastąpiła konsekracja kościoła i od tego dnia odbywają się tutaj nabożeństwa katolickie. Obecnie kościół pomocniczy Wniebowzięcia Najświętszej Maryi Panny w Polanowie służy jako kościół parafialny.

## Architektura i wnętrze kościoła
Kościół jest budowlą jednonawową z transeptem i nieregularnym, wielokątnym prezbiterium. Znajdująca się od strony zachodniej wieża połączona jest z nawą główną. Wewnątrz znajdują się sklepienia krzyżowo-żebrowe. Ołtarz pochodzi z 1897 roku i został ufundowany przez ówczesnego mieszkańca Polanowa - Carla Corduana. W oknach prezbiterium znajdują się witraże, symbolizujące siedem sakramentów świętych. Okazale prezentują się dwa obrazy, które w różnych okresach roku liturgicznego zdobią ołtarz główny:
- obraz Ecce homo – Jezus w cierniowej koronie (odrestaurowany został w 1997 roku) - zdobi ołtarz główny w czasie Wielkiego Postu,
- obraz patronki kościoła – Matki Bożej Wniebowziętej – zdobi ołtarz w pozostałym okresie kalendarza liturgicznego.

Na chórze umieszczono herb Wrangla (gen. Fryderyka Wrangla, któremu w 1864 roku miasto nadało tytuł honorowego obywatela). 
W 1996 roku herb został odnowiony. Od 1992 roku wieża kościoła posiada blachę miedzianą, a w 1997 roku odrestaurowano organy kościelne.